# Tollette
Tollette est une municipalité américaine située dans le comté de Howard en Arkansas.
Selon le recensement de 2010 Tollette compte 240 habitants, à 96,7 % afro-américains. La municipalité s'étend sur 0,95 mille carré (2,46 km2).
La localité est fondée après la Reconstruction par d'anciens esclaves. Elle porte le nom de Sanford Tollette, qui y ouvre un bureau de poste en 1893,. Tollette est l'une des cinq municipalités de l'Arkansas dont le territoire coïncide avec celui d'un township.

## Démographie
| 1980 | 1990 | 2000 | 2010 | - | - |
| ---- | ---- | ---- | ---- | - | - |
| 407  | 316  | 324  | 240  | - | - |